# كوكبان - وادي الخير (تبن)

تعديل مصدري - تعديل

كوكبان - وادي الخير هي إحدى قرى عزلة الحوطة بمديرية تبن التابعة لمحافظة لحج، بلغ تعداد سكانها 596 نسمة حسب تعداد اليمن لعام 2004.